# Саут Росемари (Северна Каролина)
Саут Росемари (енгл. South Rosemary) насељено је место без административног статуса у америчкој савезној држави Северна Каролина.

## Демографија
По попису из 2010. године број становника је 2.836, што је 7 (-0,2%) становника мање него 2000. године.
| Група             | 2000.         | 2010.         |
| Белци             | 1.393 (49,0%) | 1.173 (41,4%) |
| Афроамериканци    | 1.407 (49,5%) | 1.568 (55,3%) |
| Азијати           | 6 (0,2%)      | 10 (0,4%)     |
| Хиспаноамериканци | 20 (0,7%)     | 40 (1,4%)     |
| Укупно            | 2.843         | 2.836         |